# Amtsgericht Waldsassen
Das Amtsgericht Waldsassen war ein von 1879 bis 1973 existierendes bayerisches Gericht der ordentlichen Gerichtsbarkeit mit Sitz in der Stadt Waldsassen.
Anlässlich der Einführung des Gerichtsverfassungsgesetzes am 1. Oktober 1879 wurde in Waldsassen ein Amtsgericht errichtet, dessen Sprengel identisch mit dem ehemaligen Landgerichtsbezirk Waldsassen war und somit aus den Ortschaften Bad Neualbenreuth, Fuchsmühl, Großensees, Großensterz, Groschlattengrün, Kondrau, Konnersreuth, Lengenfeld bei Groschlattengrün, Leonberg, Mitterteich, Münchenreuth, Ottengrün, Pechofen, Pfaffenreuth, Pleußen, Querenbach, Rodenzenreuth, Schönhaid, Voitenthan, Walbenreuth, Waldershof, Waldsassen, Wernersreuth und Wiesau bestand. Übergeordnete Instanzen waren das Landgericht Weiden in der Oberpfalz und das Oberlandesgericht Nürnberg.
Mit der Aufhebung des Amtsgerichts Erbendorf am 1. Oktober 1929 erweiterte sich der Amtsgerichtsbezirk Waldsassen noch um die Orte Bärnhöhe, Friedenfels, Helmbrechts, Hohenhard und Poppenreuth.
Durch Inkrafttreten des Gesetzes über die Organisation der ordentlichen Gerichte im Freistaat Bayern (GerOrgG) am 1. Juli 1973 wurde das Amtsgericht Waldsassen aufgehoben und in den Bezirk des Amtsgerichts Tirschenreuth eingegliedert.